# Predica di san Pietro
La Predica di San Pietro è un affresco di Masolino che decora la Cappella Brancacci nella chiesa di Santa Maria del Carmine a Firenze. L'opera, databile al 1424-1425 circa (260x88 cm), e ritrae una scena delle storie di san Pietro tratta dagli Atti degli Apostoli (II, 14-41). 

## Storia
Gli affreschi della Cappella Brancacci sono un enigma per gli studiosi nella mancanza di documentazione ufficiale. Commissionati forse a Masolino, che aveva come aiutante il più giovane Masaccio, si sa solo che, tramite testimonianze indirette, dovevano essere iniziati nel 1424 e che nel 1425 vennero portati avanti dal solo Masaccio per la partenza di Masolino per l'Ungheria. 
Questa scena, salvata dalla ridipintura barocca della volta, uscì annerita dall'incendio del 1771 che distrusse gran parte della basilica. Solo con il restauro del 1983-1990 si è potuta riscoprire la brillante cromia originale e sono state eliminate le ridipinture.

## Descrizione e stile
La scena della Predica si trova sulla parete di sfondo nel registro mediano, lato sinistro, confinante con il Tributo di Masaccio. Il racconto di riferimento è quello presente negli Atti degli Apostoli (At 2,14-42) in cui san Pietro si mette a predicare alla folla dopo la Pentecoste, esortando il popolo al battesimo. In questa scena, come nella Predica, Pietro è raffigurato solo, mentre nel testo degli Atti egli era in compagnia degli altri apostoli: questa scelta sottolinea fortemente il suo primato e la sua personificazione con la Chiesa intera.

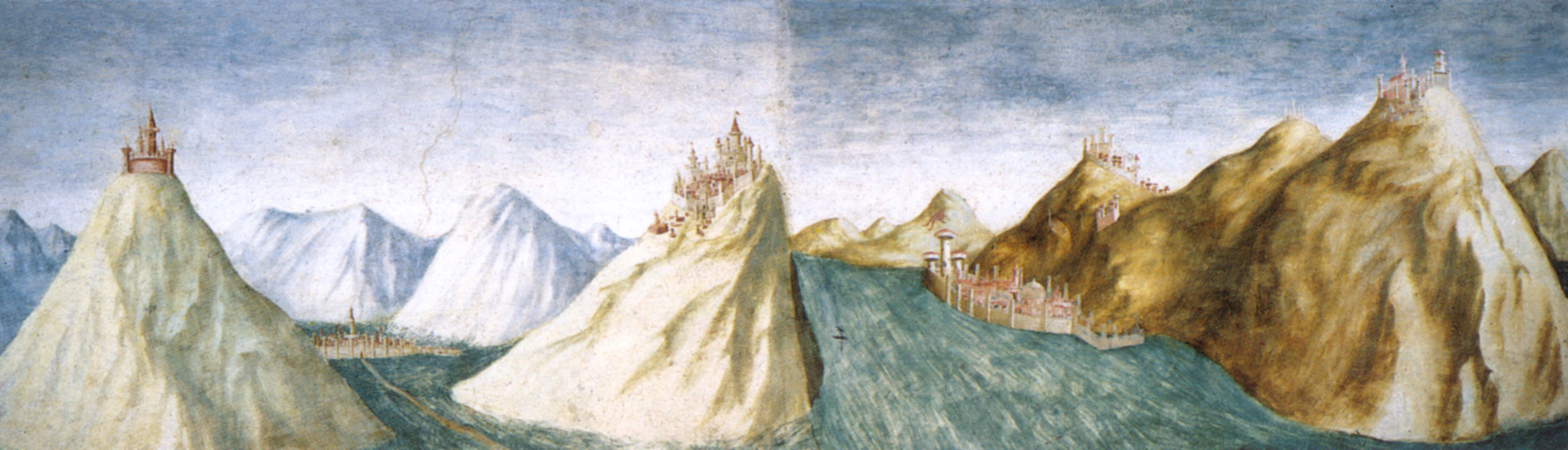
Paesaggio montano di Masolino in un affresco di Castiglione Olona, palazzo Branda

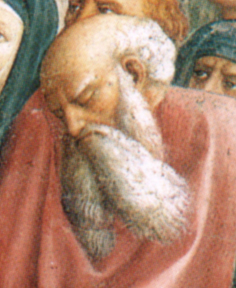
Dettaglio

Masolino eseguì l'affresco in otto giornate e si ipotizza un aiuto di Masaccio nella pittura delle montagne dello sfondo, che si ricollegano a quelle del Tributo e che sono così diverse da quelle dipinte da Masolino in altre opere (come a Castiglione Olona), legate allo stile giottesco delle rocce spigolose. 
Pietro è raffigurato come un ardente oratore vestito alla romana (ricorda il San Giovanni di Giotto nella scena della Resurrezione di Drusiana nella cappella Peruzzi a Firenze). Egli si trova davanti a una folla mentre, con un gesto eloquente, fa una predica. Questa figura energica era stata in passato attribuita a Masaccio, ma il trattamento da miniatore dei riccioli della chioma e della barba, oltre ai volti miti e uniformi degli astanti, sono chiari segni dell'arte di Masolino.
Le espressioni degli astanti sono le più varie, dalla dolce attenzione della monaca velata in primo piano, al torpore della fanciulla e del vecchio con la barba, fino al timore della donna in secondo piano, della quale si vedono solo gli occhi accigliati. 
Le tre teste di giovani dietro al santo sono probabilmente ritratti di contemporanei, come anche i due frati a destra, forse due carmelitani del convento del Carmine, e in passato erano pure stati attribuiti a Masaccio.
Probabilmente solo le montagne sono di Masaccio, che sembrano proseguire dalla scena precedente del Tributo, e sono ben diverse dalle irte rocce spigolose tipiche di Masolino. Esse sono trattate come masse informi e gonfie, con un contorno sfumato da alberi e cespugli dipinti a secco.